# Kerr Biran Pakala
Kerr Biran Pakala är en ort i Gambia. Den ligger i regionen Central River, i den östra delen av landet, 150 km öster om huvudstaden Banjul. Antalet invånare var 819 vid folkräkningen 2013.